# Willian Pacho
Willian Joel Pacho Tenorio (født 16. oktober 2001) er en ecuadoriansk professionel fodboldspiller der spiller som centre-back for Ligue 1 klubben Paris Saint-Germain og det ecuadorianske landshold.

## Klubkarriere

### Independiente del Valle
Fra Quinindé i det nordlige Ecuador flyttede Pacho til forstæderne til hovedstaden Quito for at debutere med Independiente del Valle i 2019, hvor både han og klubben vil nyde en bemærkelsesværdig succes i løbet af de næste tre år.
En ikke-spillende indskifter på tværs af hele 2018 U-20 Copa Libertadores-løbet, hvor IDV nåede finalen kun for at tabe til 2-1 i afgørelsen til Uruguayans Nacional, Pacho blev først kåret på bænken for IDV's 2-0 sejr på Mushuc Runa den 15. marts 2019.
Pacho fik endelig sin førsteholdsdebut i november samme år, idet han startede i 0-0 uafgjort mod Delfin som afrundede IDV's regulære sæsonkampagne forud for den ecuadorianske liga-play-off, kampen, der kom en uge før Independiente del Valle hævdede deres første internationale krone nogensinde, og slog Colón fra Argentina 3-1 i Asunción i Copa Sudamericana-finalen 2019. Pacho var ikke medlem af den kontinentale trup, men var stærkt med i IDV's 2020 U-20 Copa Libertadores-triumf, hvor han spillede alle på nær én kamp.
Independiente slog Flamengo fra Brasilien på straffespark i semifinalen, og den argentinske gigant River Plate 2-1 i finalen i Luque. Pacho startede begge knockoutkampe i forsvaret.
Med en god ung afgrøde på vej, fortsatte Independiente del Valle med at løfte den ecuadorianske liga-titel for allerførste gang i 2021 og besejrede Emelec i finalen med en samlet score på 4-2. Pacho spillede 17 kampe på vejen mod herligheden, og startede 16.

### Royal Antwerpen
Efter at være blevet set af belgiske spejdere, underskrev Pacho en femårig kontrakt med titeljagende Royal Antwerp den 28. januar 2022. Pacho spillede kun tre liga kampe i sin første sæson med Antwerp og for træner Brian Priske, da Great Old sluttede på fjerdepladsen i den belgiske liga-titel-play-off efter mestrene Club Brugge, andenpladsen Royale Union Saint-Gilloise og tredjeplacerede Anderlecht, der slog Antwerpen hjemme og ude i Championship-slutspillet for at holde Great Old på afstand.
Under den nye træner Mark van Bommel blev Pacho en fast bestanddel i Royal Antwerp-forsvaret for sæsonen 2022-23, da Antwerpen vandt deres første ni kampe i sæsonen på vej til at kvalificere sig til den belgiske pokalfinale i 2023 og titlen-slutspillet, og inden for måneder havde tiltrukket sig interesse fra Ligue 1, den skotske Premier League og Bundesliga. I løbet af vinterens transfervindue i januar 2023 blev der indgået en aftale mellem Royal Antwerp og de regerende UEFA Europa League-mestre Eintracht Frankfurt om, at Pacho ville slutte sig til dem i slutningen af sæsonen.
Den 30. marts 2023 blev det offentliggjort, at Pacho havde underskrevet en femårig kontrakt med Eintracht, gældende fra 1. juni. Pacho startede Antwerpens 2023 belgiske pokalfinalesejr over Mechelen, klubbens anden triumf i konkurrencen i fire sæsoner.

### Eintracht Frankfurt
I sæsonen 2023-24 startede Pacho i 42 kampe i alle turneringer, rangerende blandt Eintracht Frankfurts bedste spillere for vundet dueller og afleveringer.

### Paris Saint-Germain
Den 9. august 2024 blev det annonceret, at Pacho officielt havde skrevet under for Ligue 1-klubben Paris Saint-Germain (PSG) for et rapporteret forhåndsgebyr på €40 millioner (potentielt stigende til €45 millioner) på en femårig kontraktaftale. Han blev klubbens første ecuadorianske spiller. Den 16. august fik Pacho sin officielle debut for PSG i en 4-1 sejr over Le Havre. Den 31. maj 2025 startede han i en 5-0 sejr over Inter Milan i Champions League-finalen, og blev den første ecuadorianer til at vinde konkurrencen.

## Internationale karriere
Pacho var inkluderet i Ecuadors seniortrup til 2022 FIFA World Cup, men spillede ikke i nogen kamp. Han debuterede den 28. marts 2023 i en 2-1 venskabssejr mod Australien i Melbourne, mens han scorede sit første internationale mål.
Pacho blev kaldt op til den endelige 26 mand store Ecuador-trup til Copa América 2024.

## Privatliv
Pachos fornavn er ofte fejlagtigt opført som "William", da de to næsten bruges i flæng på spansk.